# مراد محمدی
سید مراد محمدی پهنه‌کلایی (زادهٔ ۲۰ فروردین ۱۳۵۹در ساری) کشتی‌گیر پیشین در دستهٔ ۶۰ کیلوگرم کشتی آزاد و مربی کشتی ایرانی است. محمدی برندهٔ مدال برنز المپیک ۲۰۰۸ پکن است که تنها مدال تیم ملی کشتی ایران در رشته‌های آزاد و فرنگی این دوره از بازی‌های المپیک بود. در سال ۱۳۸۵ او به دلیل کسب عنوان قهرمانی مسابقات قهرمانی کشتی جهان ۲۰۰۶ و مدال طلای بازی‌های آسیایی ۲۰۰۶ دوحه، بهترین ورزشکار سال ایران شد. او همچنین قهرمان دو دورهٔ مسابقات قهرمانی آسیا در سال‌های ۲۰۰۳ و ۲۰۰۵ است. او در سال ۲۰۱۰ (۱۳۸۹) بازنشسته شد و به مربیگری روی‌آورد.
مراد محمدی پس از کناره‌گیری از کشتی در سال ۱۳۸۹، سرمربی تیم گاز مازندران در لیگ برتر کشتی آزاد ایران شد. او تا اکنون سرمربی تیم ملی کشتی آزاد نوجوانان ایران و تیم ملی کشتی آزاد کشور ترکمنستان بوده است.

## زندگینامه حرفه‌ای
مراد محمدی در سال ۲۰۰۳ در وزن دوم به تیم ملی کشتی آزاد پیوست و تا آخرین روز فعالیت حرفه‌ای، در همین وزن کشتی می‌گرفت. او از سال ۲۰۰۵ و مسابقات جهانی بوداپست به بعد، دیگر دوبنده تیم ملی را در مسابقات جهانی و المپیک از دست نداد و شش دورهٔ پیاپی روی تشک رفت که حاصل آن، یک مدال طلا و سه نشان برنز بود. مراد محمدی در نخستین حضورش در ورزشگاه لاژلو پاپ مجارستان به مدال برنز جهانی دست یافت. او تنها مدال‌آور کشتی آزاد ایران در رقابت‌های جهانی بوداپست ۲۰۰۵، تنها طلایی ایران در مسابقات قهرمانی جهان ۲۰۰۶ و نخستین مدال‌آور کاروان ورزشی ایران در المپیک پکن بود. مراد در ۲۸ مهر سال ۱۳۸۹ از رقابت‌های کشتی خداحافظی کرد.

#### المپیک ۲۰۰۸ پکن
مراد محمدی با کسب مقام سوم رقابت‌های گزینشی المپیک ۲۰۰۸ که در مارتینی سوییس برگزار می‌شد، سهمیه المپیک را برای دسته ۶۰ کیلوگرم به دست آورد و در المپیک ۲۰۰۸ پکن حضور یافت.
او در دور اول مسابقات خود ابراهیم مدنی، کشتی‌گیر مصری را به سادگی و در دو تایم با نتایج ۷–۰ و ۲–۰ پشت سر گذاشت و در دور دوم نیز سعید آذربایجانی، کشتی گیر ایرانی‌تبار کشور کانادا را در دو تایم با خاک کردن حریف شکست داد و به نیمه‌نهایی راه یافت.
محمدی در نیمه‌نهایی برابر ماولت باتیروف که قهرمان سال ۲۰۰۷ جهان و برنده مدال طلای المپیک ۲۰۰۴ آتن بود قرار گرفت که در یک مسابقه نزدیک در دو تایم با نتیجه ۱–۰ شکست خورد. او در دیدار رده‌بندی برابر زلیمخان حسینوف از جمهوری آذربایجان قرار گرفت که در تایم اول با اجرای فن یک خم و تبدیل به دوخم حریف خود را ۲–۰ مغلوب کرد و در تایم دوم هم با خاک کردن حریف او را با امتیاز فنی ۳–۱ شکست داد تا به مدال برنز برسد.
مدال برنز مراد محمدی درحالی کسب شد که تیم ملی ایران با کسب نتایج ضعیف در هیچ کدام از دو رشته آزاد و فرنگی مدالی در این دوره از بازی‌های المپیک کسب نکرد و همچنین این مدال اولین مدال کاروان ورزشی ایران بود.

## افتخارات
- جام ناطق نوری ۱۳۷۶ - ۴۸ ک‌گ
- جام ناطق نوری ۱۳۷۷ - ۴۹ ک‌گ
- جایزه بزرگ فرانسه ۲۰۰۰ - ۵۴ ک‌گ
- جام یاشار دوغو ۱۳۸۲ ترکیه - ۶۰ ک‌گ
- جام یاشار دوغو ۱۳۸۴ ترکیه - ۶۰ ک‌گ
- قهرمانی آسیا ۲۰۰۳ دهلی نو - ۶۰ ک‌گ
- کاپ آسیا ۲۰۰۳ آلماتی - ۶۰ ک‌گ
- قهرمانی آسیا ۲۰۰۴ تهران - ۶۰ ک‌گ
- قهرمانی جهان ۲۰۰۵ بوداپست - ۶۰ ک‌گ
- قهرمانی آسیا ۲۰۰۵ ووهان - ۶۰ ک‌گ
- جایزه بزرگ طلایی ۲۰۰۶ باکو - ۶۰ ک‌گ
- قهرمانی آسیا ۲۰۰۶ آلماآتی - ۶۰ ک‌گ
- قهرمانی جهان ۲۰۰۶ گوانگ‌ژو - ۶۰ ک‌گ
- بازی‌های آسیایی ۲۰۰۶ دوحه - ۶۰ ک‌گ
- مرد سال ورزش ایران در سال ۱۳۸۵
- جام جهانی ۲۰۰۶ تهران - ۶۰ ک‌گ
- قهرمانی آسیا ۲۰۰۸ ججو - ۶۰ ک‌گ
- مسابقات گزینشی المپیک ۲۰۰۸ مارتینی - ۶۰ ک‌گ
- المپیک ۲۰۰۸ پکن - ۶۰ ک‌گ
- یادوارهٔ وینچسلاس زیلکوفسکی ۲۰۰۹ لهستان - ۶۰ ک‌گ
- جام تختی ۲۰۱۰ (۱۳۸۹) اصفهان - ۶۰ ک‌گ
- جایزه بزرگ طلایی ۲۰۱۰ تفلیس - ۶۰ ک‌گ
- قهرمانی جهان ۲۰۱۰ مسکو - ۶۰ ک‌گ